# Галущак Ігор Петрович

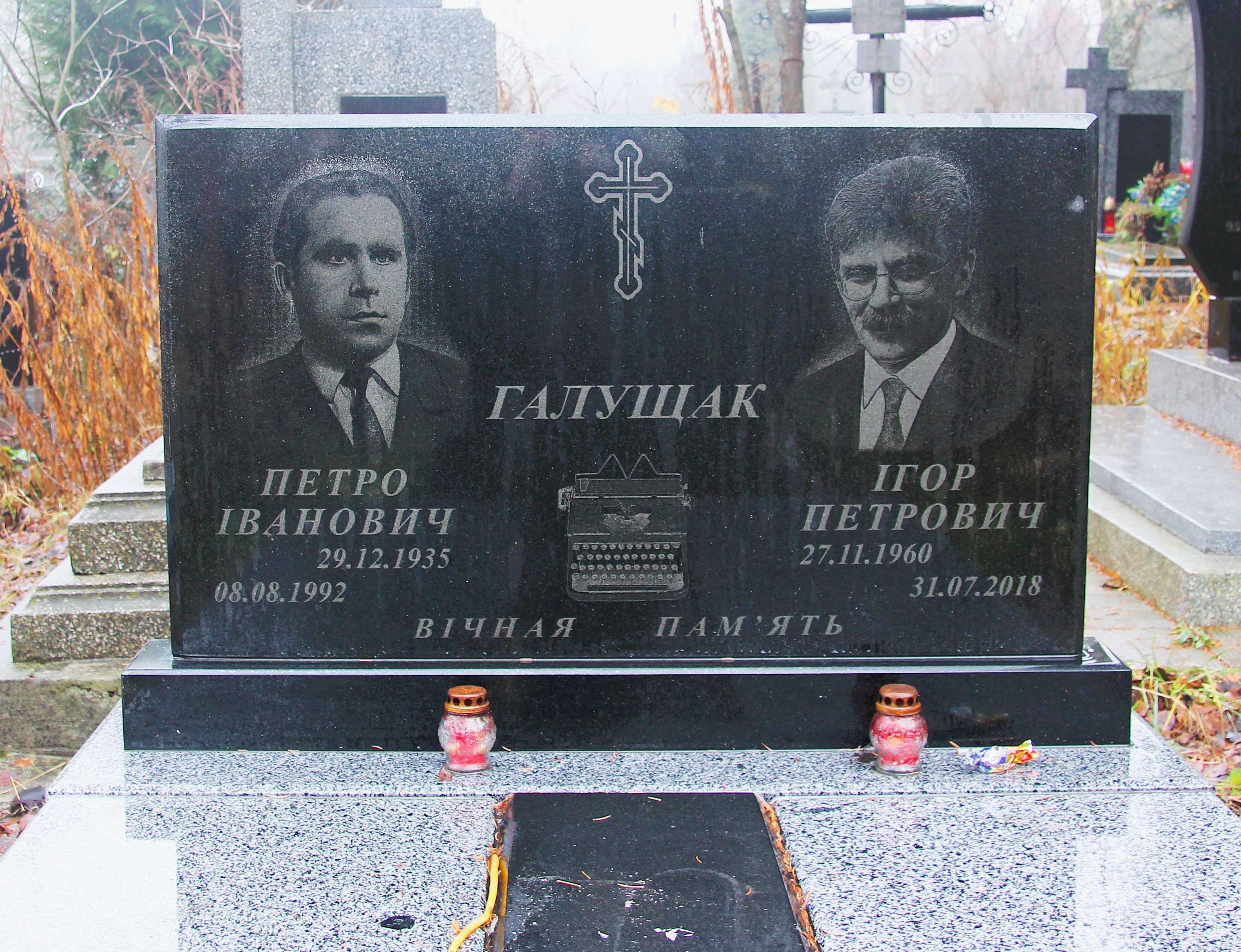
Надгробок на могилі журналіста Ігоря Галущака.

Ігор Петрович Галущак (27 листопада 1960 , Орша, Білоруська  РСР, СРСР  — 31 липня 2018 , Львів ) — український журналіст, член Міжнародної асоціації аграрних журналістів (IFAJ).

## Біографія
Народився Ігор Галущак 27 листопада 1960 року в Білоруській РСР у місті Орша.
Через деякий час переїхав до Львова, де у 1991 закінчив здобуття вищої освіти на філологічному факультеті Львівського національного університету імені Івана Франка.
У 1991 році розпочав журналістську діяльність, працюючи кореспондентом у газеті «Життя і праця».
Протягом 1992—1998 року був завідувачем інформаційним відділом та оглядачем економічної газети «Діло». Наступного 1999 року працював редактором відділу інформації газети «Агросвіт».
У 2000 році був кореспондентом газети «Діловий діалог», а у 2001 році — «Нове Діло», «Автомагістраль».
Протягом 2002—2005 року працював оглядачем газети «Діловий діалог». У 2006 році — кореспондент газети «VIP-Афіша».
Після 2006 року працював оглядачем та кореспондентом у різних ЗМІ. Зокрема писав для ресурсів «Детектор медіа», «Громадський простір», DT.UA, Католицький оглядач, Zrada Today, KNK Media, Agronews та ряду інших медіа.
Ігор Галущак був журналістом у Всеукраїнському журналі «Наш вибір».
Також є автором на Всеукраїнському об'єднанні «Журналісти проти корупції» та «Ні корупції».
Згідно з повідомленнями НУ «Львівська політехніка», Ігор Галущак був співробітником прес-служби Львівської політехніки.
31 липня 2018 року Ігор Галущак помер. Про це повідомив фотограф та журналіст Йосип Марухняк.
Похований на Голосківському цвинтарі.

## Публікації
- Галущак І. П. «Інвестиційні реалії агросектору [Архівовано 2 серпня 2018 у Wayback Machine.]» — Вістник; 29 грудня 2017, Пʼятниця, № 5-6 (7)